# Pallacanestro ai X Giochi dei piccoli stati d'Europa
Le gare pallacanestro ai IX Giochi dei piccoli stati d'Europa si svolsero tra il 3 e il 7 giugno 2003 a Malta; le gare si sono svolte nel centro sportivo universitario di Gezira.
Al torneo di pallacanestro hanno partecipato sette squadre in ambito maschile e quattro in ambito femminile.

## Squadre partecipanti

### Squadre maschili partecipanti
- Andorra
- Cipro
- Islanda
- Lussemburgo
- Monaco
- San Marino
- Malta

### Squadre femminili partecipanti
- Malta
- Cipro
- Islanda
- Lussemburgo

## Medagliere
| #      | Nazione     | Oro | Argento | Bronzo | Totale |
| ------ | ----------- | --- | ------- | ------ | ------ |
| 1      | Cipro       | 1   | 1       | 0      | 2      |
| 2      | Malta       | 1   | 0       | 0      | 1      |
| 3      | Islanda     | 0   | 1       | 1      | 2      |
| 4      | Lussemburgo | 0   | 0       | 1      | 1      |
| Totale | Totale      | 2   | 2       | 2      | 6      |

## Podi
| Evento                  | Oro   | Argento | Bronzo      |
| Pallacanestro maschile  | Cipro | Islanda | Lussemburgo |
| Pallacanestro femminile | Malta | Cipro   | Islanda     |

## Torneo maschile

### Gironi di qualificazione

#### Classifica gruppo A
| Squadra     | G | V | P | PF  | PS  | DP  | P.ti | Note            |
| ----------- | - | - | - | --- | --- | --- | ---- | --------------- |
| Cipro       | 2 | 2 | 0 | 186 | 114 | +72 | 4    | Semifinale      |
| Lussemburgo | 2 | 1 | 1 | 144 | 147 | -3  | 3    | Semifinale      |
| Monaco      | 2 | 0 | 2 | 111 | 180 | -69 | 2    | Finale 5º Posto |

#### Classifica gruppo B
| Squadra    | G | V | P | PF  | PS  | DP  | P.ti | Note            |
| ---------- | - | - | - | --- | --- | --- | ---- | --------------- |
| Islanda    | 3 | 3 | 0 | 254 | 181 | +73 | 6    | Semifinale      |
| San Marino | 3 | 2 | 1 | 216 | 208 | +8  | 5    | Semifinale      |
| Andorra    | 3 | 1 | 2 | 215 | 248 | -33 | 4    | Finale 5º Posto |
| Malta      | 3 | 0 | 3 | 174 | 222 | -48 | 3    |                 |

### Fase finale
|  | Semifinali  | Semifinali  | Semifinali |         |       | Finale 1º posto | Finale 1º posto | Finale 1º posto |  |
|  |             |             |            |         |       |                 |                 |                 |  |
|  | Cipro       | Cipro       | 76         |         |       |                 |                 |                 |  |
|  | Cipro       | Cipro       | 76         |         |       |                 |                 |                 |  |
|  | San Marino  | San Marino  | 61         |         |       |                 |                 |                 |  |
|  | San Marino  | San Marino  | 61         |         | Cipro | Cipro           | 79              |                 |  |
|  |             |             |            |         | Cipro | Cipro           | 79              |                 |  |
|  |             |             | Islanda    | Islanda | 77    |                 |                 |                 |  |
|  | Lussemburgo | Lussemburgo | Islanda    | Islanda | 77    | 60              |                 |                 |  |
|  | Lussemburgo | Lussemburgo |            |         |       | 60              |                 |                 |  |
|  | Islanda     | Islanda     | 77         |         |       | Finale 3º posto | Finale 3º posto | Finale 3º posto |  |
|  | Islanda     | Islanda     | 77         |         |       |                 |                 |                 |  |
|  |             |             |            |         |       |                 |                 |                 |  |
|  |             |             |            |         |       | San Marino      | San Marino      | 56              |  |
|  |             |             |            |         |       | San Marino      | San Marino      | 56              |  |
|  |             |             |            |         |       | Lussemburgo     | Lussemburgo     | 66              |  |

|  | Finale 5º posto |         |    |  |
|  |                 |         |    |  |
|  | Andorra         | Andorra | 69 |  |
|  | Monaco          | Monaco  | 68 |  |

## Torneo femminile

### Girone unico
| Squadra     | G | V | P | PF  | PS  | DP  | P.ti | Note    |
| ----------- | - | - | - | --- | --- | --- | ---- | ------- |
| Malta       | 3 | 3 | 0 | 182 | 139 | +43 | 6    | Oro     |
| Cipro       | 3 | 2 | 1 | 178 | 176 | +2  | 5    | Argento |
| Islanda     | 3 | 1 | 2 | 156 | 181 | -25 | 4    | Bronzo  |
| Lussemburgo | 3 | 0 | 3 | 169 | 189 | -20 | 3    |         |